# Weissia leptodon
Weissia leptodon là một loài rêu trong họ Pottiaceae. Loài này được Plaubel ex Brid. mô tả khoa học đầu tiên năm 1826.